# 马来西亚移民局
马来西亚移民局是马来西亚内政部下属机构之一，成立于1947年。服务对象为本国公民、永久居民和到访的外国公民。移民局的第一个总部设于槟城，1965年4月13日，总部转移到吉隆坡后又经历了多次的市内移址，2004年9月，总部迁往布城联邦直辖区。
现任总监为拿督扎卡里亚。

## 部门职能
该部门的职能如下：
1. 向公民和永久居民颁发护照和旅行证件
2. 向进入马来西亚的外国人发放签证、护照和许可证
3. 管制宪报入口处的人员进出
4. 执行《1959/63年移民法》、《1963年移民条例》、《1966年护照法》、《2007年反人口贩运和反偷运移民法》（2010年修订）。